# 雷紹
雷绍（?—?），字道宗，北魏、西魏武川镇（今内蒙古自治区武川县）人。
雷绍有文武才，善骑射，通《孝经》、《论语》。雷绍开始是贺拔岳的长史。高欢起兵，雷绍劝贺拔岳迎魏孝武帝西都长安，贺拔岳没有同意。雷绍后为京兆郡太守。贺拔岳死后，雷绍与诸将迎宇文泰为主，以功授大都督。永熙三年，以雷绍为渭州刺史，进爵昌国伯。于渭州刺史任上去世。赠太尉，赐东园秘器。子雷涣。

## 延伸阅读
[在维基数据编辑]
 《北史·卷049》，出自李延壽《北史》